# Pasgang
Pasgang er en totakts gangart, som forekommer hos eller kan benyttes af visse firbenede dyr (eksempelvis giraf, hest og brun bjørn), og som består i, at dyret flytter for- og bagben på samme side samtidig. Den modsatte gangart er diagonalgang.
Hos en hest skal gangarten tillæres og benyttes ved ridning. Der en lang svævefase, inden næste benpar rammer jorden. Derfor kaldes gangarten flyvende pas. Hesten kan opnå en fart på omkring 40 km/t, og den kan holdes over korte stræk.
Ligesom de øvrige gangarter kan pasgang rides i flere tempi. De specielle ved passen er dog, at det kun er flyvende pas i højt tempo, der er ønskeligt. Langsom pas kaldes ofte for grisepas eller rejsepas og kan være udtryk for, at hesten er stiv i ryggen og knap så behagelig at sidde på. Flyvende pas er ikke en egentlig brugsgangart, da gangarten er temmelig anstrengende for hesten.